# Call My Name
"Call My Name" é uma canção da artista musical britânica Cheryl, contida em seu terceiro álbum de estúdio A Million Lights (2012). Composta e produzida pelo disc jockey (DJ) escocês Calvin Harris, a faixa foi lançada em 20 de abril de 2012 nas emissoras radiofônicas do Reino Unido pela Polydor Records, servindo como single de avanço do disco. No mês seguinte, foi disponibilizada em formato digital na iTunes Store de diversos países. A composição foi inicialmente oferecida a Rita Ora, contudo rejeitou gravá-la por não ser compatível ao seu estilo sonoro. Musicalmente, trata-se de uma obra de andamento acelerado proveniente do gênero dance-pop. De acordo com Cole, o número possui um conteúdo lírico sensual, sem um significado realmente profundo.
A faixa recebeu revisões geralmente mistas da mídia especializada; alguns resenhadores elogiaram sua sonoridade dançante, enquanto outros consideraram-a como "genérica". Também foram notadas semelhanças com antigas produções de Harris, da mesma forma que observaram ser um desvio dos prévios lançamentos de Cole. A obra obteve êxito comercial ao liderar as tabelas da Escócia, da Irlanda e do Reino Unido. Na Nova Zelândia, foi certificada como disco de ouro pela Recording Industry Association of New Zealand (RIANZ), após comercializar mais de 7 mil e 500 unidades no país.
Seu vídeo musical correspondente foi dirigido por Anthony Mandler e lançado em 2 de maio de 2012 através do serviço VEVO. As cenas retratam Cole executado uma rotina de dança com seus bailarinos de apoio no Rio Los Angeles, além de imagens suas dirigindo um veículo pelas ruas da cidade. A artista promoveu o single em diversos festivais e programas de televisão, sendo que alguns deles geraram controvérsias após veículos de comunicação informarem que Cheryl estava dublando os seus próprios vocais; a cantora, no entanto, negou tais alegações. A faixa também foi incluída no repertório de sua primeira turnê solo, intitulada A Million Lights Tour (2012).

## Antecedentes
Em março de 2012, foi especulado pela mídia que Cole e o disc jockey (DJ) Calvin Harris estariam trabalhando em uma faixa, após uma troca de mensagens entre os dois no Twitter. Quando questionado se colaboraria com Cole, Harris respondeu: "Eu adoraria trabalhar com alguém como Cheryl Cole, ela seria ótima." No mês seguinte, foi confirmado que a composição chamaria-se "Call My Name", e que seria lançada digitalmente como single de avanço para seu terceiro álbum de estúdio A Million Lights, em 10 de junho de 2012. A canção foi escrita e produzida por Harris, e foi inicialmente oferecida a artista Rita Ora, da qual afirmou ter rejeitado-a após perceber que não era compatível ao seu estilo musical. A sua estreia ocorreu em 20 de abril de 2012 através da estação de rádio britânica Capital FM.

## Composição
"Call My Name" foi composta e produzida pelo disc jockey (DJ) escocês Calvin Harris, que também ficou a cargo dos arranjamentos, da instrumentação e da mixagem. De acordo com a partitura publicada pela EMI Music Publishing, trata-se de uma faixa dance-pop, escrita na tonalidade de mi bemol maior  e no tempo de assinatura comum infundida no metrônomo de cento e vinte e cinco batidas por minuto. O alcance vocal da cantora abrange variadamente entre as notas de dó4 à de dó5. Segundo Robbie Daw do portal Idolator, a música apresenta semelhanças com outras composições de Harris, "We Found Love" (2011) interpretada por Rihanna e "Only the Horses" (2012) da banda Scissor Sisters. Brogan Driscoll, do The Huffington Post, especulou que o título da obra, "Call My Name", poderia estar ligado a decisão da artista de abandonar seu sobrenome de casada de sua carreira profissional. Sarah Deen, do jornal Metro, comentou que canção possui "a típica batida de Calvin Harris e um refrão feito para cantar junto", e considerou-a como um desvio dos trabalhos anteriores de Cole, nomeadamente "Fight for This Love" (2009) e "Promise This" (2010); enquanto Eleanor Young, da revista Marie Claire, descreveu-a como uma "rápida música de festa".
Em entrevista à Peter Robinson, do website Popjustice, Cheryl respondeu as comparações feitas entre "Call My Name" e "We Found Love", declarando: "Isto vai ser natural porque é do Calvin. São duas produções suas. Então, consequentemente, você vai pensar desta maneira. Mas se você colocá-las para tocar lado a lado, perceberá que não têm a mesma sonoridade. Embora você possa achar que sim, por serem do mesmo produtor. Não é uma coisa ruim." A cantora também disse que o conteúdo lírico da canção não tem um significado, mas tem um sentimento: "Eu acho que são letras um tanto quanto sensuais? (...) Não é algo realmente profundo. Não estamos salvando o mundo com as letras ou qualquer coisa."

## Críticas profissionais
| Críticas profissionais | Críticas profissionais |
| Avaliações da crítica  | Avaliações da crítica  |
| Fonte                  | Avaliação              |
| ---------------------- | ---------------------- |
| Digital Spy            | [ 12 ]                 |

Bill Lamb, do About.com, explicou que, após muitos acreditarem que rejeitar o papel de juíza na versão estadunidense do The X Factor seja um retrocesso em sua carreira, o lançamento desta "quente faixa dance-pop não apresenta sinais deste efeito." Escrevendo para a seção de dance music do portal supracitado, o disc jockey (DJ) Ron Slomowicz observou que apesar de soar "um pouco genérica, tendo em conta o número de obras dançantes nas rádios, ainda há algo que torna esta canção inegavelmente cativante." Robert Copsey, da Digital Spy, pontuou "Call My Name" com quatro de cinco estrelas, comentando: "sem surpresas, é um potencial hino dançante sobre um amante indescritível, complementado com uma batida trance que torna-se mais viciante a cada ouvir." Copsey também acrescentou que "não é a maior música de todos os tempos, nem a mais original que você verá este ano, mas a sensação que temos ao escutá-la é mais do que compensadora." Robbie Daw, do Idolator, disse que, apesar de não ser inovadora, a composição possui um ritmo contagiante e melodias que "conseguem agarrar você desde o primeiro ouvir, independentemente do quão familiar possam parecer."
Issy Sampson, da revista NME, relatou que o single é tão "viciante" que depois de ouvir algumas vezes, "você chega ao ponto de encontrar-se dirigindo para a casa de Cheryl, ás 4h35min de uma terça-feira, chorando incontrolavelmente e resmungando algo sobre 'ela chamar seu nome'." Wil Jones, da Entertainment Wise, também comentou que "Call My Name" não era inovadora, e comparou-a com demais produções de David Guetta, escrevendo: "um pouco de decomposição ali, a mesma antiga batida floor-to-the-floor aqui, um potencial refrão sintetizado que destina-se a ser hino — o que não é — super-produção e vocais suaves. 'Call My Name' não é de modo algum terrível, é só mais do mesmo." Jenn Selby, da Glamour, também observou que a faixa apresenta semelhanças com outros trabalhos de Harris, embora tenha admitido estar surpresa com o resultado da parceria, enquanto que Elena Gorgan, do Softpedia, disse que a canção tem de tudo para se tornar o hino mais quente do verão de 2012, no hemisfério norte. Alexis Petridis, do periódico The Guardian, deu uma análise mista à obra, criticando-a por soar como outras produções de Calvin, excepcionando o fato de ausentar "a faísca" apresentada em "We Found Love" de Rihanna.

## Vídeo musical

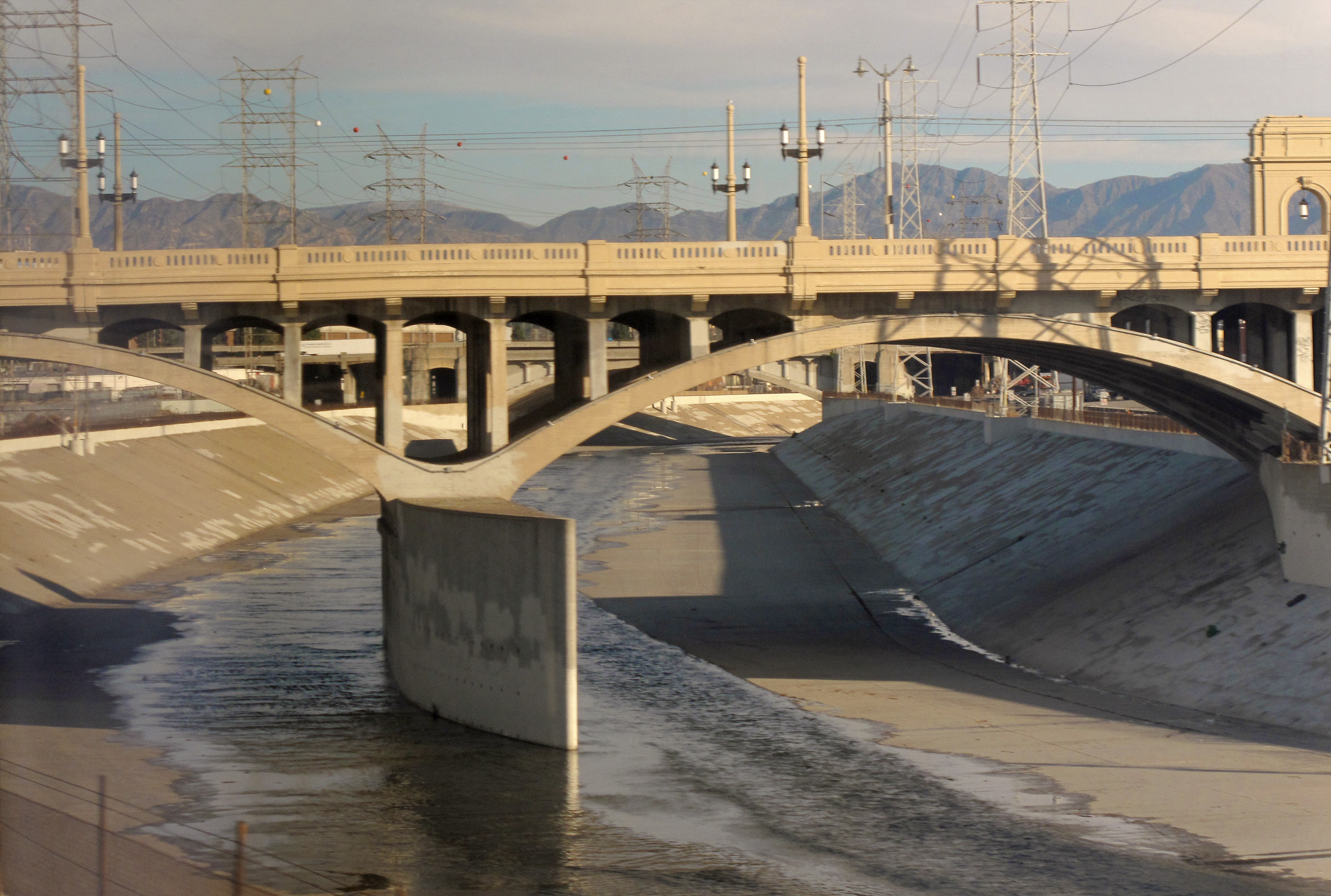
O Rio Los Angeles serviu como cenário para filmar as sequências de dança no vídeo.

O vídeo musical acompanhante para "Call My Name" foi dirigido por Anthony Mandler, e gravado nas cidades de Los Angeles, Califórnia e Londres, Reino Unido, durante o mês de março de 2012. Foi disponibilizada uma prévia de quinze segundos do projeto em 25 de abril subsequente, seguida por um trecho estendido de cinquenta segundos, cinco dias após. A versão completa do trabalho estreou em 2 de maio através do serviço VEVO.
A produção inicia-se com uma citação do escritor e filósofo francês Marquês de Sade que diz: "A única forma de se chegar ao coração de uma mulher é através do caminho do tormento." Isto é sucedido por cenas de Cole caminhando por um túnel com as paredes pichadas, antes de encontrar-se com seus dançarinos e realizarem uma rotina de dança elaborada no Rio Los Angeles, enquanto usa um sutiã amarelo neon e calças com estampas tribais. Esta passagem é uma referência à cena de corrida no filme Grease (1978). A câmera corta de forma intermitente para as imagens filmadas na London Eye, em que apresentam Cheryl fazendo poses para o seu reflexo na janela da cápsula da roda-gigante. Cenas da cantora dirigindo um automóvel da BMW em uma ponte de Los Angeles são intercaladas posteriormente no vídeo.
Jo Usmau, do Daily Mirror, comentou que a produção "não decepciona", e relatou que as sequências de dança mostram que "ela realmente sabe dançar", acrescentando: "Observem a sua barriga. Sem dúvidas que ela foi considerada a segundo mulher mais sexy do mundo pela FHM. Robbie Daw, do Idolator, comentou que a música em si é melhor do que o vídeo, e acrescentou a única coisa que aprendeu com isso: "quando você não tiver um grande orçamento, gaste o que você pode em roupas, maquiagem e perucas, e faça o máximo proveito das amplas curvas da artista."

## Apresentações ao vivo
Em 26 de maio de 2012, foi relatado que Cole iria realizar uma performance de "Call My Name", com vocais ao vivo na primeira temporada do The Voice UK, após ter supostamente usado base pré-gravada durante as suas interpretações no The X Factor UK que ocorreram no ano anterior. Também foi relatado que os executivos do The Voice costumam editar os vocais de cada artista convidado ao programa, e que iriam "dar alguns retoques em seu canto antes de ser exibido." Quando a apresentação iniciou, Cheryl mergulhou de uma plataforma direto para os braços de seus bailarinos de apoio, dos quais executaram uma rotina de dança no palco principal. Após a transmissão da série, a intérprete recebeu críticas mistas dos espectadores, com alguns acusando-a de fazer sincronização labial, enquanto outros, incluindo os cantores Emma Bunton e will.i.am, elogiaram o seu desempenho. Em entrevista à BBC News, Cole respondeu aos comentários negativos, afirmando o seguinte: "Se você acha que minha voz ao vivo soa tão bem que parece ter sido dublagem, eu fico feliz, aceito isso como um elogio." As mesmas alegações foram feitas sobre a atuação da obra durante o The Graham Norton Show, em 8 de junho de 2012.
No dia seguinte, a cantora promoveu o single na Capital FM Summertime Ball, no Estádio de Wembley, diante de um público composto por 80 mil pessoas. Durante a performance, ela usou um traje projetado por Pam Hogg e estava acompanhada por doze bailarinos de fundo. Colette Fahy, do Daily Mail, salientou que a intérprete estava fazendo o uso de playback e declarou ainda que "estava evidente para a multidão que [Cole] estava dublando." A cantora também divulgou a canção no Stand Up to Cancer. Entretanto, a apresentação foi igualmente alvo de controvérsia depois de ocorrer erros técnicos com o seu microfone, sendo assim possível os espectadores ouvirem apenas a sua voz cantando fracamente sobre a base musical. Ela também realizou performances em seu especial para a T4, no Voice – Danmarks største stemme, e na edição de 2012 do Jingle Bell Ball. Por fim, a composição foi incluída no repertório da primeira turnê solo de Cole, intitulada A Million Lights Tour, que ocorreu durante outubro de 2012 na Europa.

## Faixas e formatos
"Call My Name" foi disponibilizada na iTunes Store contendo apenas a música como faixa com uma duração máxima de três minutos e vinte e oito segundos. Também foi comercializado um extended play (EP) digital composto por um remix produzido pelos Wideboys, além de alinhar duas diferentes canções: "Make You Go" e "Telescope".
| Download digital |                |         |  |
| N.º              | Título         | Duração |  |
| 1.               | "Call My Name" | 3:28    |  |

| Extended play (EP) digital |                                            |         |  |
| N.º                        | Título                                     | Duração |  |
| 1.                         | "Call My Name"                             | 3:28    |  |
| 2.                         | "Make You Go"                              | 3:29    |  |
| 3.                         | "Call My Name" (Wideboys Remix Radio Edit) | 3:11    |  |
| 4.                         | "Telescope"                                | 2:31    |  |

## Créditos
Lista-se abaixo os profissionais envolvidos na elaboração de "Call My Name", de acordo com o encarte do álbum A Million Lights:
| - Cheryl Cole: vocal principal - Calvin Harris: composição, produção, arranjamentos, instrumentos e programação - Kuk Harrell: produção vocal - Josh Gudwin: engenharia | - Chris "TEK" O'Ryan: engenharia - Peter Mack: assistente de engenharia - Josie Aiello: vocais de apoio - Ayar Marar: vocais de apoio |

## Desempenho nas tabelas musicais
Horas após o seu lançamento oficial na iTunes Store, a música atingiu a primeira posição da gráfico da loja no Reino Unido. Com apenas três dias de lançamento, a faixa comercializou 97 mil cópias apenas na nação britânica. Após uma semana de vendas, "Call My Name" acabou liderando a tabela oficial do país ao distribuir um total de 152 mil e uma unidades digitais, tornando-se o terceiro single da artista a conseguir a alcançar o topo do periódico britânico, além de ser a obra com as vendas mais rápidas na tabela em 2012, até dezembro deste mesmo ano; quando James Arthur, vencedor da nona temporada do concurso The X Factor UK, exportou mais de 499 mil exemplares com a sua versão para "Impossible" de Shontelle. Na edição seguinte, a canção decaiu para a segundo emprego, dando lugar a "Payphone" de  Maroon 5 com Wiz Khalifa. "Call My Name" foi a trigésima quarta música mais bem-sucedida no país no ano de 2012, de acordo com a Official Charts Company (OCC). A obra também qualificou-se no cume da tabela oficial da Escócia, igualmente compilada pela empresa supracitada, na publicação de 23 de junho. Na Irlanda, a composição conseguiu classificar-se na primeira colocação em sua semana de debute, 21 de junho de 2012, vindo a perder o posto para "Whistle" de Flo Rida, na publicação subsequente.
Na Nova Zelândia, "Call My Name" estreou na vigésima quinta ocupação, na semana de 2 de julho de 2012. Após subidas e descidas, a faixa conseguiu estabelecer um pico de número 13 na tabela. Desde então, a Recording Industry Association of New Zealand (RIANZ) classificou o single como disco ouro, por exportar mais de 7 mil e 500 exemplares no país. A obra debutou na quadragésima oitava posição na ARIA Charts, entretanto falhou em alcançar um desempenho melhor na compilação australiana, saindo de lá na edição seguinte. A canção também conseguiu situar-se nas tabelas musicais da Bélgica (Flandres), Hungria, Países Baixos e República Checa, nas 36ª, 26ª, 97ª e 48ª colocações, respectivamente.
| Tabela musical (2012)                                         | Melhor posição |
| ------------------------------------------------------------- | -------------- |
| Austrália (ARIA Charts)                                       | 49             |
| Bélgica (Ultratop 50 de Flandres)                             | 36             |
| Escócia (The Official Charts Company)                         | 1              |
| Hungria (Magyar Hanglemezkiadók Szövetsége)                   | 26             |
| Irlanda (Irish Recorded Music Association)                    | 1              |
| Nova Zelândia (Recording Industry Association of New Zealand) | 13             |
| Países Baixos (MegaCharts)                                    | 97             |
| Reino Unido (UK Singles Chart)                                | 1              |
| Chéquia (IFPI Česká Republika)                                | 48             |

| Tabela musical (2012)          | Posição |
| ------------------------------ | ------- |
| Reino Unido (UK Singles Chart) | 34      |

| País                  | Certificação |
| --------------------- | ------------ |
| Nova Zelândia (RIANZ) | Ouro         |

## Histórico de lançamento
"Call My Name" foi enviada para as estações de rádio britânicas em 20 de abril de 2012. Em seguida, foi disponibilizada para download digital na iTunes Store de diversos países. Na mesma loja, foi editado um extended play (EP) comercializado em junho de 2012.
| País          | Data                | Formato                    | Gravadora |
| ------------- | ------------------- | -------------------------- | --------- |
| Reino Unido   | 20 de abril de 2012 | Rádio mainstream           | Polydor   |
| Austrália     | 18 de maio de 2012  | Download digital           | Polydor   |
| Brasil        | 18 de maio de 2012  | Download digital           | Polydor   |
| França        | 18 de maio de 2012  | Download digital           | Polydor   |
| Polónia       | 18 de maio de 2012  | Download digital           | Polydor   |
| Portugal      | 18 de maio de 2012  | Download digital           | Polydor   |
| Itália        | 18 de maio de 2012  | Download digital           | Polydor   |
| Austrália     | 7 de junho de 2012  | Extended play (EP) digital | Polydor   |
| Nova Zelândia | 7 de junho de 2012  | Extended play (EP) digital | Polydor   |
| Irlanda       | 8 de junho de 2012  | Extended play (EP) digital | Polydor   |
| Reino Unido   | 10 de junho de 2012 | Extended play (EP) digital | Polydor   |